# 国民歌
国民歌（こくみんか）は、ある公的な目的のために制作された歌曲をいい、国歌とは異なるが、ひろく国民を対象として歌唱されることを目的とされる。制作も政府、軍などの「官」だけではなく、新聞社、民間企業などの「民」が行うこともある。また、広義には、国民的行事の主題歌が広く、国民に知られることで国民歌と定義されることもある。
以下、日本における国民歌について説明する。

## 制定と普及
1933年に、それまで各府県で行っていたレコード類に取締りを内務省で実施することになり、続いて1934年に改正された出版法の適用と合わせて検閲を行うようになった。1937年の盧溝橋事件による日中戦争勃発を契機に検閲は強化され、同時に「時局下の士気を鼓舞すると同時に、流行歌の改善に資したいという意向」が高まり、また「銃後にある国民精神団結のため」の「国民歌」すなわち「公的流行歌」が望まれるようになり、従来の大衆歌謡に替わる健全な歌曲を制定するためとして、同年10月の内閣情報局による懸賞募集で『愛国行進曲』が作成された。この募集には山田耕筰「国民が永遠に愛唱し得べき国民歌を作ろうという考えを政府が持つに至ったことが一大進歩」（『東京日々新聞』1937年11月16日）といった評価がなされた。「愛国行進曲」はレコード会社7社から発売され、発売枚数は100万枚ともいわれ、その後もさまざまな演奏会や音楽挺身活動で活用された。
また盧溝橋事件発生後の1937年8月には、東京日々新聞で「皇軍の歌」の募集があり、『進軍の歌』『露営の歌』が制定され、同年の国民精神総動員強調週間の放送のテーマ曲として『海行かば』が10月からNHKで放送された。1937年11月には、『朝日新聞』にて「北支事変勃発時より南京攻略に至るまでの主なる戦歴を歌詞中に適宜入れるなど今次事変の歌たる特性あること」などを規定に入れて『皇軍大捷の歌』が募集された。1938年には東京日日新聞による『日の丸行進曲』、『大陸行進曲』が募集された。同年朝日新聞では少国民向けの「さくらの歌」作詩募集（『咲けよ日本の桜花』『さくらのお使ひ』を制定）、漫画『フクチャン部隊』連載100回を記念した「フクチャン部隊の歌」の作詩募集（『みんなかわいい』『フクチャン部隊は』『フクチャン部隊行進曲』を制定）、「皇軍将士に感謝の歌」の作詩募集（『父よあなたは強かった』『兵隊さんよありがとう』を制定）などが行われた。陸軍省では4月7日を「愛馬の日」と定めたのを周知するために、行進曲「愛馬進軍歌」と俚謡「愛馬」の楽曲を募集し、『愛馬と征く』『愛馬行』『おいらのお馬』が制定された。海軍省でも『軍艦旗の歌』を制定、また東京日々新聞に嘱託して1939年に『太平洋行進曲』の制定を行った。出版社でも主婦之友社の募集により『婦人愛国の歌-すめらみくにの』『婦人愛国の歌-抱いた坊やの』が1938年に制定された。
朝日新聞社の『皇軍大捷の歌』や、東京日日新聞の『日の丸行進曲』『大陸行進曲』などは、その発表会やラジオ放送、松竹歌劇団、宝塚少女歌劇団、日劇ステージショウ、浅草花月劇場などでの公演での使用、その他様々な普及活動が行われた。1940年になると大政翼賛会により、国民教化の目的で、『大政翼賛の歌』『国民協和の歌』『興亜大行進曲』などを制定する。
『海行かば』は、当初は「戦争への決意をうながすもの」とされていたが、1942年にNHKの真珠湾特別攻撃隊戦死の大本営発表の報道で使われて以降、戦死や玉砕の報道などで使われることが定着し、鎮魂の歌という印象を持たれるようになり、戦死者の葬儀でも演奏される。また1942年12月には大政翼賛会によって「国民の歌」に指定され、町内会や隣組の会合での歌唱が指導された。

## 日本の主要な国民歌一覧
- 『海行かば』作歌：大伴家持、作曲：信時潔、日本放送協会制作、大政翼賛会制定
- 『紀元二千六百年』作詞：増田好生、作曲：森義八郎、内閣奉祝会・日本放送協会制定
- 『愛国行進曲』作詞：森川幸雄、作曲：瀬戸口藤吉、内閣情報部制定
- 『明けゆく空（青年の歌）』作詞：畑耕一、作曲：山田耕筰、東京日日新聞制定　1921年
- 『空は青雲～全国青年団民謡～』作詞：北原白秋、作曲：山田耕筰、大日本聨合青年団制定
- 『全女性進出行進曲』作詞：松田解子、作曲：山田耕筰、女人芸術社制定　1929年
- 『全国中等学校優勝野球大会の歌』作詞：富田砕花、作曲：山田耕筰、朝日新聞社制定
- 『航空唱歌』作詞：西條八十、作曲：山田耕筰、日本放送協会制定
- 『みたみわれ』作詞：海犬養岡麻呂、作曲：山本芳樹

第二次大戦後
- 『若い力（国民体育大会歌）』作詞：佐伯孝夫、作曲：高田信一、日本体育協会制定　1947年
- 『栄冠は君に輝く』作詞：加賀大介、作曲：古関裕而、朝日新聞社制定　1948年
- 『緑の山河』作詞：原泰子、作曲：小杉誠治、日本教職員組合制定 1951年
- 『われら愛す』作詞：芳賀秀次郎、作曲：西崎嘉太郎、壽屋制定　1953年
- 『若い日本』作詞：橋本竹茂、作曲：飯田三郎、内閣・総理府・NHK・電通・民放・新聞社・レコード会社協賛
- 『われらの日本』作詞：土岐善麿、作曲：信時潔、憲法普及会制定
- 『憲法音頭』作詞：サトウハチロー、作曲：中山晋平、憲法普及会制定
- 『東京五輪音頭』作詞：富田隆、作曲：古賀政男、NHK制定 1964年
- 『この日のために～東京オリンピックの歌～』作詞：鈴木義夫、補作詞：勝承夫、作曲：福井文彦、日本ビクター提供
- 『万国博音頭』作詞：三宅立美、補作詞：西沢爽、作曲：古賀政男、新関西新聞社選定、日本万国博覧会協会協賛
- 『世界の国からこんにちは（万国博テーマソング）』作詞：島田陽子、作曲：中村八大、毎日新聞社制定 1970年
- 『純白の大地（札幌冬季オリンピック賛歌）』作詞：清水みのる、作曲：古関裕而、札幌冬季オリンピック組織委員会制定
- 『虹と雪のバラード（札幌オリンピックテーマソング）』作詞：河邨 文一郎、作曲：村井邦彦、NHK制定 1972年
- 『ラジオ体操の歌』作詞：藤浦洸、作曲：藤山一郎、NHK制定 1951年
- 『PTAの歌』作詞：春日紅路、補作詞：西條八十、作曲：古関裕而、日本PTA全国協議会制定
- 『みどりの歌（緑の羽根募金主題歌）』作詞：中村利春、作曲：古関裕而、NHK発表